# BMW Schnellbomber II
O BMW Schnellbomber II foi um projecto da BMW para conceber um bombardeiro rápido. Seria alimentado por dois motores turboélice e teria uma cabine pressurizada.